# Indonezja na Mistrzostwach Świata w Lekkoatletyce 2019
Indonezja na Mistrzostwach Świata w Lekkoatletyce 2019 – reprezentacja Indonezji podczas mistrzostw świata w Doha liczyła jednego zawodnika i jedną zawodniczkę.

## Skład reprezentacji

### Mężczyźni
| Zawodnik            | Konkurencja   | Preeliminacje | Preeliminacje | Eliminacje | Eliminacje | Półfinał | Półfinał | Finał | Finał   |
| Zawodnik            | Konkurencja   | Wynik         | Pozycja       | Wynik      | Pozycja    | Wynik    | Pozycja  | Wynik | Pozycja |
| ------------------- | ------------- | ------------- | ------------- | ---------- | ---------- | -------- | -------- | ----- | ------- |
| Lalu Muhammad Zohri | Bieg na 100 m | —             | —             | 10,36 s    | 35.        | NQ       | NQ       | NQ    | NQ      |

### Kobiety
| Zawodniczka         | Konkurencja | Kwalifikacje | Kwalifikacje | Finał | Finał   |
| Zawodniczka         | Konkurencja | Wynik        | Pozycja      | Wynik | Pozycja |
| ------------------- | ----------- | ------------ | ------------ | ----- | ------- |
| Maria Natalia Londa | Skok w dal  | 6,36 m       | 26.          | NQ    | NQ      |